# Улеза-да-Монсаррат
Уле́за-да-Монсарра́т (кат. Olesa de Montserrat, вимова літературною каталанською [u'łeza də monsə'rat]) - муніципалітет, розташований в Автономній області Каталонія, в Іспанії. Код муніципалітету за номенклатурою Інституту статистики Каталонії - 81477. Знаходиться у районі (кумарці) Баш-Любрагат (коди району - 11 та BT) провінції Барселона, згідно з новою адміністративною реформою перебуватиме у складі баґарії (округи) Барселона. За кількістю населення у 2007 р. місто займало 54 місце серед муніципалітетів Каталонії.

## Населення
Населення міста (у 2007 р.) становить 22.257 осіб (з них менше 14 років - 17,3%, від 15 до 64 - 69%, понад 65 років - 13,7%). У 2006 р. народжуваність склала 345 осіб, смертність - 138 осіб, зареєстровано 116 шлюбів. У 2001 р. активне населення становило 8.899 осіб, з них безробітних - 979 осіб.

Серед осіб, які проживали на території міста у 2001 р., 12.136 народилися в Каталонії (з них 6.127 осіб у тому самому районі, або кумарці), 4.836 осіб приїхало з інших областей Іспанії, а 1.015 осіб приїхало з-за кордону. 

Вищу освіту має 8,4% усього населення. 

У 2001 р. нараховувалося 6.156 домогосподарств (з них 15,5% складалися з однієї особи, 28,6% з двох осіб,23,2% з 3 осіб, 22% з 4 осіб, 7,2% з 5 осіб, 2,1% з 6 осіб, 0,8% з 7 осіб, 0,4% з 8 осіб і 0,3% з 9 і більше осіб).

Активне населення міста у 2001 р. працювало у таких сферах діяльності : у сільському господарстві - 0,7%, у промисловості - 39,1%, на будівництві - 11,7% і у сфері обслуговування - 48,4%. 

 У муніципалітеті або у власному районі (кумарці) працює 5.232 особи, поза районом - 4.345 осіб.

### Доходи населення
У 2002 р. доходи населення розподілялися таким чином :
| \| Доходи населення за статтями доходів \| Доходи населення за статтями доходів \| Доходи населення за статтями доходів \| \| Рік \| 2002 р. \| 2001 р. \| \| ------------------------------------ \| ------------------------------------ \| ------------------------------------ \| \| Заробітна платня \| 62,8% \| 64,7% \| \| Доходи від ведення бізнесу \| 20,5% \| 19% \| \| Соціальна допомога \| 16,7% \| 16,2% \| |         |         |
| Доходи населення за статтями доходів |         |         |
| Рік | 2002 р. | 2001 р. |
| Заробітна платня | 62,8%   | 64,7%   |
| Доходи від ведення бізнесу | 20,5%   | 19%     |
| Соціальна допомога | 16,7%   | 16,2%   |

### Безробіття
У 2007 р. нараховувалося 875 безробітних (у 2006 р. - 978 безробітних), з них чоловіки становили 37,8%, а жінки - 62,2%.

## Економіка
У 1996 р. валовий внутрішній продукт розподілявся по сферах діяльності таким чином :
| \| Валовий внутрішній продукт \| Валовий внутрішній продукт \| Валовий внутрішній продукт \| \| Рік \| 1996 р. \| 1991 р. \| \| -------------------------- \| -------------------------- \| -------------------------- \| \| Сільське господарство \| 0,1% \| 0% \| \| Промисловість \| 36,8% \| 0% \| \| Будівництво \| 11,9% \| 0% \| \| Послуги \| 51,2% \| 0% \| |         |         |
| Валовий внутрішній продукт |         |         |
| Рік | 1996 р. | 1991 р. |
| Сільське господарство | 0,1%    | 0%      |
| Промисловість | 36,8%   | 0%      |
| Будівництво | 11,9%   | 0%      |
| Послуги | 51,2%   | 0%      |

### Підприємства міста

#### Промислові підприємства
| \| Промислові підприємства міста, за сферою діяльності \| Промислові підприємства міста, за сферою діяльності \| Промислові підприємства міста, за сферою діяльності \| \| Рік \| 2002 р. \| 2001 р. \| \| --------------------------------------------------- \| --------------------------------------------------- \| --------------------------------------------------- \| \| Енергетичні та водні ресурси \| 2,6% \| 2,5% \| \| Хімія та метали \| 12% \| 12,4% \| \| Переробка металів \| 30,8% \| 30,6% \| \| Продукти харчування \| 3,4% \| 1,7% \| \| Текстиль \| 30,8% \| 33,1% \| \| Виробництво меблів, видання \| 12,8% \| 14% \| \| Інше \| 7,7% \| 5,8% \| \| Усього підприємств \| 117 \| 121 \| |         |         |
| Промислові підприємства міста, за сферою діяльності |         |         |
| Рік | 2002 р. | 2001 р. |
| Енергетичні та водні ресурси | 2,6%    | 2,5%    |
| Хімія та метали | 12%     | 12,4%   |
| Переробка металів | 30,8%   | 30,6%   |
| Продукти харчування | 3,4%    | 1,7%    |
| Текстиль | 30,8%   | 33,1%   |
| Виробництво меблів, видання | 12,8%   | 14%     |
| Інше | 7,7%    | 5,8%    |
| Усього підприємств | 117     | 121     |

#### Роздрібна торгівля
| \| Підприємства роздрібної торгівлі міста, за сферою діяльності \| Підприємства роздрібної торгівлі міста, за сферою діяльності \| Підприємства роздрібної торгівлі міста, за сферою діяльності \| \| Рік \| 2002 р. \| 2001 р. \| \| ------------------------------------------------------------ \| ------------------------------------------------------------ \| ------------------------------------------------------------ \| \| Продукти харчування \| 38,3% \| 39,4% \| \| Одяг та взуття \| 18,5% \| 18,5% \| \| Товари для дому \| 11% \| 10,8% \| \| Книги та періодичні видання \| 2,3% \| 2,7% \| \| Промислова хімічна продукція \| 7,5% \| 7,1% \| \| Продукція, пов'язана з транспортними засобами \| 4,9% \| 5,1% \| \| Інше \| 17,5% \| 16,5% \| \| Усього підприємств \| 308 \| 297 \| |         |         |
| Підприємства роздрібної торгівлі міста, за сферою діяльності |         |         |
| Рік | 2002 р. | 2001 р. |
| Продукти харчування | 38,3%   | 39,4%   |
| Одяг та взуття | 18,5%   | 18,5%   |
| Товари для дому | 11%     | 10,8%   |
| Книги та періодичні видання | 2,3%    | 2,7%    |
| Промислова хімічна продукція | 7,5%    | 7,1%    |
| Продукція, пов'язана з транспортними засобами | 4,9%    | 5,1%    |
| Інше | 17,5%   | 16,5%   |
| Усього підприємств | 308     | 297     |

#### Сфера послуг
| \| Підприємства міста, що працюють у сфері послуг, за діяльністю \| Підприємства міста, що працюють у сфері послуг, за діяльністю \| Підприємства міста, що працюють у сфері послуг, за діяльністю \| \| Рік \| 2002 р. \| 2001 р. \| \| ------------------------------------------------------------- \| ------------------------------------------------------------- \| ------------------------------------------------------------- \| \| Гуртова торгівля \| 8,5% \| 9,1% \| \| Готелі та готельний бізнес \| 18,5% \| 17,2% \| \| Транспорт та зв'язок \| 21,8% \| 22,2% \| \| Посередницькі фінансові послуги \| 4,6% \| 4,6% \| \| Послуги підприємствам \| 6,3% \| 5,7% \| \| Послуги фізичним особам \| 27% \| 27,1% \| \| Нерухомість та ін. \| 13,3% \| 14,1% \| \| Усього підприємств \| 504 \| 495 \| |         |         |
| Підприємства міста, що працюють у сфері послуг, за діяльністю |         |         |
| Рік | 2002 р. | 2001 р. |
| Гуртова торгівля | 8,5%    | 9,1%    |
| Готелі та готельний бізнес | 18,5%   | 17,2%   |
| Транспорт та зв'язок | 21,8%   | 22,2%   |
| Посередницькі фінансові послуги | 4,6%    | 4,6%    |
| Послуги підприємствам | 6,3%    | 5,7%    |
| Послуги фізичним особам | 27%     | 27,1%   |
| Нерухомість та ін. | 13,3%   | 14,1%   |
| Усього підприємств | 504     | 495     |

## Житловий фонд
У 2001 р. 7% усіх родин (домогосподарств) мали житло метражем до 59 м2, 47,5% - від 60 до 89 м2, 30,3% - від 90 до 119 м2 і
15,2% - понад 120 м2.

З усіх будівель у 2001 р. 22,2% було одноповерховими, 45,2% - двоповерховими, 21
% - триповерховими, 4,1% - чотириповерховими, 4,4% - п'ятиповерховими, 2% - шестиповерховими,
0,7% - семиповерховими, 0,5% - з вісьмома та більше поверхами.

## Автопарк
| \| Автомобілі, зареєстровані у місті, за призначенням \| Автомобілі, зареєстровані у місті, за призначенням \| Автомобілі, зареєстровані у місті, за призначенням \| \| Рік \| 2006 р. \| 2005 р. \| \| -------------------------------------------------- \| -------------------------------------------------- \| -------------------------------------------------- \| \| Приватні автомобілі \| 74% \| 74,5% \| \| Мотоцикли \| 7,7% \| 7,2% \| \| Вантажівки \| 15,2% \| 15,3% \| \| Трактори \| 0,4% \| 0,4% \| \| Автобуси та ін. \| 2,7% \| 2,6% \| \| Усього автомобілів \| 13.534 шт. \| 12.869 шт. \| |            |            |
| Автомобілі, зареєстровані у місті, за призначенням |            |            |
| Рік | 2006 р.    | 2005 р.    |
| Приватні автомобілі | 74%        | 74,5%      |
| Мотоцикли | 7,7%       | 7,2%       |
| Вантажівки | 15,2%      | 15,3%      |
| Трактори | 0,4%       | 0,4%       |
| Автобуси та ін. | 2,7%       | 2,6%       |
| Усього автомобілів | 13.534 шт. | 12.869 шт. |

## Вживання каталанської мови
У 2001 р. каталанську мову у місті розуміли 94% усього населення (у 1996 р. - 95,8%), вміли говорити нею 73,9% (у 1996 р. - 
79,1%), вміли читати 74,3% (у 1996 р. - 72,5%), вміли писати 49,9
% (у 1996 р. - 52,8%). Не розуміли каталанської мови 6%.

## Політичні уподобання
У виборах до Парламенту Каталонії у 2006 р. взяло участь 8.878 осіб (у 2003 р. - 9.286 осіб). Голоси за політичні сили розподілилися таким чином:
| \| Вибори до Парламенту Каталонії \| Вибори до Парламенту Каталонії \| Вибори до Парламенту Каталонії \| \| Рік \| 2006 р. \| 2003 р. \| \| -------------------------------------- \| ------------------------------ \| ------------------------------ \| \| Конвергенція та Єднання (CiU) \| 30,4% \| 30,6% \| \| Соціалістична партія Каталонії (PSC) \| 30,2% \| 34,2% \| \| Народна партія (PP) \| 8,3% \| 9% \| \| Ініціатива за Каталонію — Зелені (ICV) \| 11% \| 7,7% \| \| Республіканська лівиця Каталонії (ERC) \| 15,3% \| 17,5% \| \| Громадяни — Громадянська партія (C's) \| 2,2% \| 0% \| \| Інші \| 2,6% \| 0,9% \| |         |         |
| Вибори до Парламенту Каталонії |         |         |
| Рік | 2006 р. | 2003 р. |
| Конвергенція та Єднання (CiU) | 30,4%   | 30,6%   |
| Соціалістична партія Каталонії (PSC) | 30,2%   | 34,2%   |
| Народна партія (PP) | 8,3%    | 9%      |
| Ініціатива за Каталонію — Зелені (ICV) | 11%     | 7,7%    |
| Республіканська лівиця Каталонії (ERC) | 15,3%   | 17,5%   |
| Громадяни — Громадянська партія (C's) | 2,2%    | 0%      |
| Інші | 2,6%    | 0,9%    |

У муніципальних виборах у 2007 р. взяло участь 8.254 особи (у 2003 р. - 9.307 осіб). Голоси за політичні сили розподілилися таким чином:
| \| Муніципальні вибори \| Муніципальні вибори \| Муніципальні вибори \| \| Рік \| 2007 р. \| 2003 р. \| \| -------------------------------------- \| ------------------- \| ------------------- \| \| Конвергенція та Єднання (CiU) \| 20,5% \| 21,8% \| \| Соціалістична партія Каталонії (PSC) \| 26,2% \| 30,2% \| \| Народна партія (PP) \| 6,9% \| 5,4% \| \| Ініціатива за Каталонію — Зелені (ICV) \| 12,2% \| 11,4% \| \| Республіканська лівиця Каталонії (ERC) \| 8% \| 12,8% \| \| Громадяни — Громадянська партія (C's) \| 0% \| 0% \| \| Інші \| 26,2% \| 18,3% \| |         |         |
| Муніципальні вибори |         |         |
| Рік | 2007 р. | 2003 р. |
| Конвергенція та Єднання (CiU) | 20,5%   | 21,8%   |
| Соціалістична партія Каталонії (PSC) | 26,2%   | 30,2%   |
| Народна партія (PP) | 6,9%    | 5,4%    |
| Ініціатива за Каталонію — Зелені (ICV) | 12,2%   | 11,4%   |
| Республіканська лівиця Каталонії (ERC) | 8%      | 12,8%   |
| Громадяни — Громадянська партія (C's) | 0%      | 0%      |
| Інші | 26,2%   | 18,3%   |